# 宮崎市立広瀬北小学校
宮崎市立広瀬北小学校（みやざきしりつ ひろせきたしょうがっこう）は、宮崎県宮崎市佐土原町下田島にある公立小学校。宮崎市の北東端にある。2008年5月1日時点の児童数は507人。

## 沿革
- 1979年（昭和54年） - 佐土原町立広瀬小学校から、分離独立。
- 2006年（平成18年） - 市町村合併により、宮崎市立広瀬北小学校となる。

## 校舎
1階
- 1学年教室
- 支援学級教室
- 校長室
- 事務室
- 給食室
- 保健室
- 中央児童玄関
- 中央トイレ
- 職員室
- 西児童玄関
- 売店
- 放送室
- 職員トイレ

2階
- 2学年教室
- 3学年教室
- 4学年教室
- 理科室
- 西トイレ
- 図書室
- 給食室
- 教材室

3階
- 4学年教室
- 5学年教室
- 6学年教室
- 音楽室
- 西トイレ
- 給食室

## 通学区域
広瀬北小学校の通学区域には以下の区域が指定されている。
- 佐土原町伊倉
- 佐土原町下田島の一部
- 佐土原町下富田
- 佐土原町下那珂の一部

## アクセス
日豊本線佐土原駅から徒歩15分

## 著名な出身者
- 西岡大輝 [2] - サッカー選手